# Аймен Матлуті
Аймен Матлуті (араб. أيمن المثلوثي, *нар. 14 вересня 1984, Туніс) — туніський футболіст, воротар клубу «Аль-Батін» та національної збірної Тунісу.

## Клубна кар'єра
Народився 14 вересня 1984 року в місті Туніс. Вихованець футбольної школи клубу «Етюаль дю Сахель».
У дорослому футболі дебютував 2002 року виступами за команду клубу «Клуб Африкен», в якій провів один сезон.
До складу клубу «Етюаль дю Сахель» приєднався 2003 року. Відіграв за суську команду наступні чотирнадцять сезонів своєї ігрової кар'єри. Більшість часу, проведеного у складі «Етюаль дю Сахель», був основним голкіпером команди. Відзначався досить високою надійністю, пропускаючи в іграх чемпіонату в середньому менше одного голу за матч. Загалом встиг відіграти за команду 330 матчів в національному чемпіонаті і виграти низку національних і міжнародних трофеїв.

## Виступи за збірну
У 2007 році дебютував в офіційних матчах у складі національної збірної Тунісу.
У складі збірної був учасником семи поспіль Кубків африканських націй, починаючи з турніру 2008 року у Гані та закінчуючи Кубком африканських націй 2017 року у Габоні, після чого Матлуті поїхав з командою на дебютний для себе чемпіонат світу 2018 року у Росії.
Наразі провів у формі головної команди країни 70 матчів. Також 2011 року у складі внутрішньої збірної Тунісу став переможцем Чемпіонату африканських націй.

## Титули і досягнення

### Національні
- Чемпіон Тунісу (2): 2007, 2016
- Володар Кубка Тунісу (3): 2012, 2014, 2015

### Міжнародні
- Ліга чемпіонів КАФ
  - Переможець: 2007
  - Фіналіст: 2004, 2005

- Кубок конфедерацій КАФ
  - Переможець: 2006, 2015
  - Фіналіст: 2008

- Суперкубок КАФ
  - Переможець: 2008
  - Фіналіст: 2004, 2007, 2016

- Арабська ліга чемпіонів
  - Переможець: 2008/09

### Збірні
- Переможець Чемпіонату африканських націй: 2011